# Dekanat Piława Górna
Dekanat Piława Górna – jeden z 24 dekanatów w rzymskokatolickiej diecezji świdnickiej, położony w środkowo-wschodniej części diecezji.
Dekanat znajduje się na terenie województwa dolnośląskiego, w większości w powiecie dzierżoniowskim oraz po części w powiatach: strzelińskim (Białobrzezie i Księginice Wielkie), wrocławskim (Pożarzyce) i ząbkowickim (Koźmice i Tomice). Jego siedziba ma miejsce w Niemczy w parafii pod wezwaniem Niepokalanego Poczęcia Najświętszej Maryi Panny.

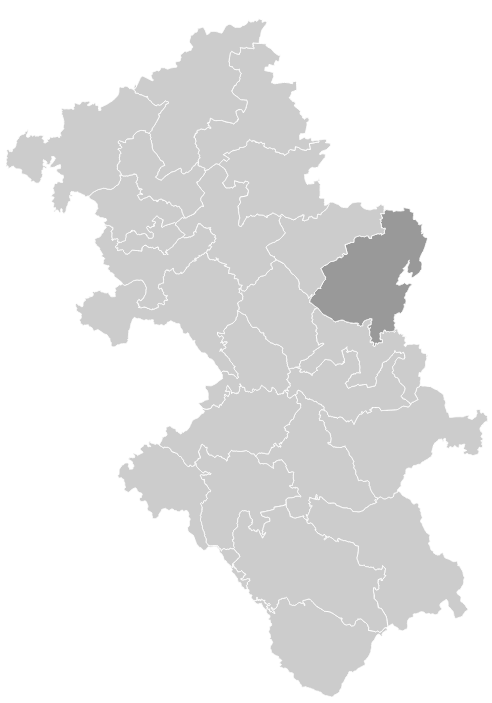
Położenie na mapie diecezji

## Historia
Dekanat Piława Górna powstał 11 czerwca 2007 na mocy dekretu bp. Ignacego Deca, podczas obchodów 50. rocznicy erygowania parafii św. Marcina w Piławie Górnej. dziekanem nowo powstałego dekanatu bp Ignacy Dec mianował ks. Zbigniewa Wolonina, proboszcza piławskiej parafii.
W skład dekanatu weszły dwie parafie z byłego dekanatu Dzierżoniów-Południe (parafia św. Marcina i parafia św. Katarzyny) oraz siedem parafii z byłego dekanatu Dzierżoniów-Północ. Początkowe plany przewidywały stworzenie dekanatu w Niemczy z siedzibą w Piławie Górnej. Ostatecznie bp Ignacy Dec postanowił, iż dekanat będzie tam, gdzie urzęduje ksiądz dziekan.
26 września 2019 roku biskup świdnicki Ignacy Dec ustanowił dziekanem na pięcioletnią kadencję ks. kan. Tadeusza Pitę, proboszcza niemczańskiej parafii.

## Parafie i miejscowości
W skład dekanatu wchodzi 9 parafii:

### parafia św. Jadwigi
- Dobrocin → filia Świętych Piotra i Pawła
  - Marianówek
- Gilów → kościół parafialny i kościół pomocniczy Najśw. Serca Pana Jezusa
- Gola Dzierżoniowska
- Roztocznik → filia św. Józefa Oblubieńca NMP
  - Byszów
  - Dobrocinek

### parafia św. Jana Chrzciciela
- Chwalęcin
- Kietlin
- Księginice Wielkie → kościół parafialny
- Sienice → filia św. Izydora
- Wilków Wielki → plebania i kościół filialny Najśw. Serca Pana Jezusa

### parafia św. Józefa Oblubieńca NMP
- Łagiewniki → kościół parafialny i kościół pomocniczy NMP Częstochowskiej

### parafia Niepokalanego Poczęcia NMP
- Niemcza → kościół parafialny
  - Borowe
  - Gumin
  - Jasin
  - Jasinek
  - Mieczniki
  - Nowiny
  - Piotrków
  - Piotrkówek
  - Stasin
  - Wojsławice

### parafia św. Katarzyny
- Piława Dolna → kościół parafialny i kościół pomocniczy Narodzenia NMP
- Piława Górna

(ul. Cicha, ul. Dalsza, część ul. Młynarskiej, ul. Niecała, część ul. Sienkiewicza, ul. Struga, ul. Zielona)

### parafia św. Marcina
- Piława Górna → kościół parafialny
  - Kalinów
  - Kopanica
  - Kośmin → kaplica mszalna NMP Różańcowej

### parafia NMP Królowej Polski
- Koźmice
- Ligota Mała
- Nowa Wieś Niemczańska
- Podlesie
- Przerzeczyn-Zdrój → kościół parafialny
- Ruszkowice
- Sulisławice → kościół pomocniczy św. Antoniego
- Tomice

### parafia Świętych Piotra i Pawła
- Białobrzezie → filia Podwyższenia Krzyża Świętego
- Pożarzyce
- Radzików → kościół parafialny
- Sokolniki
- Trzebnik

### parafia św. Antoniego
- Przystronie → filia św. Krzysztofa
- Ligota Wielka → filia NMP Królowej Polski
- Ratajno → kościół parafialny
- Roztocznik (do parafii należy tylko przysiółek tej wsi)
  - Dębowa Góra
- Sieniawka → filia św. Jana Chrzciciela
  - Mniowice

Powyższy wykaz przedstawia wszystkie miasta, wsie oraz dzielnice miast, przysiółki wsi i osady w dekanacie.

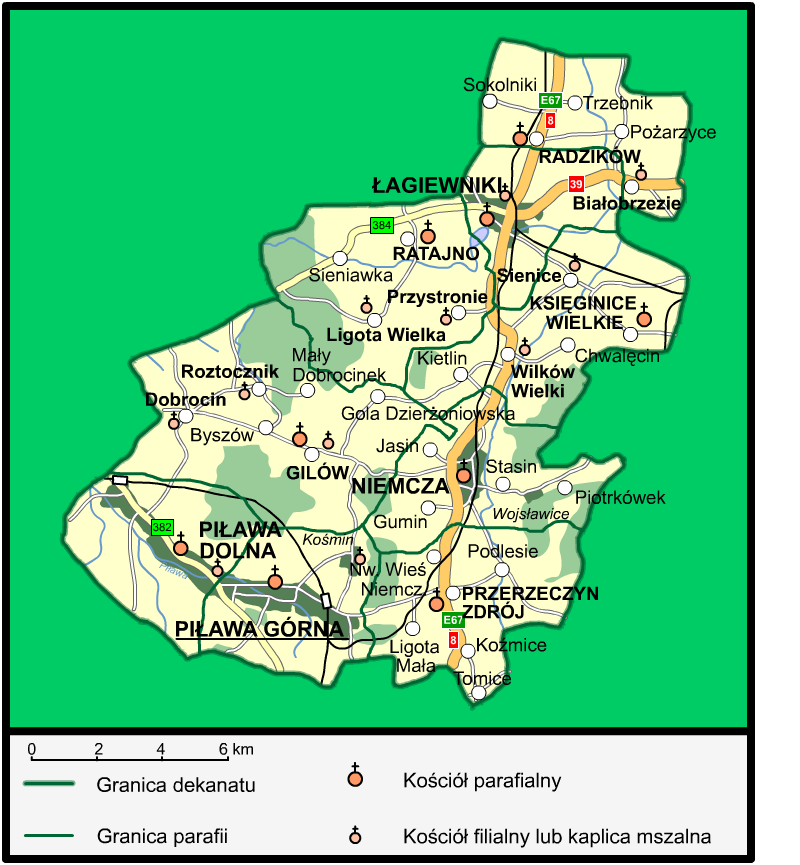
Dekanat Piława Górna

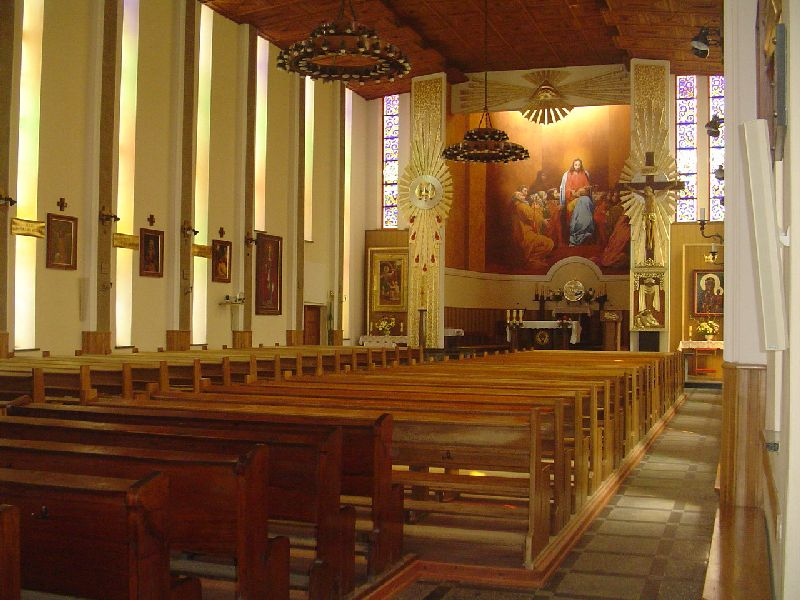
Wnętrze kościoła w Piławie Górnej

## Kapłani
W parafiach pracuje następująca liczba księży:
- parafia św. Jadwigi → 1 proboszcz
- parafia św. Jana Chrzciciela → 1 proboszcz
- parafia św. Józefa Oblubieńca NMP → 1 proboszcz
- parafia Niepokalanego Poczęcia NMP → 1 proboszcz
- parafia św. Katarzyny → 1 proboszcz
- parafia św. Marcina → 2 (proboszcz i wikariusz)
- parafia NMP Królowej Polski → 1 proboszcz
- parafia Świętych Piotra i Pawła → 1 proboszcz
- parafia św. Antoniego → 1 proboszcz

## Dekanaty sąsiednie
- Diecezja świdnicka:
  - Bielawa
  - Dzierżoniów
  - Ząbkowice Śląskie-Północ
- Archidiecezja wrocławska:
  - Borów
  - Strzelin
  - Ziębice